# تم داروی
تم داروی مربوط به دوران پیش از تاریخ ایران باستان است و در شهرستان عنبرآباد، روستای حسن‌آباد واقع شده و این اثر در تاریخ ۱ فروردین ۱۳۴۵ با شمارهٔ ثبت ۵۱۶ به‌عنوان یکی از آثار ملی ایران به ثبت رسیده است.